# Artiom Uszakow
Artiom Aleksandrowicz Uszakow (rus. Артём Александрович Ушаков; ur. 24 listopada w Uljanowsku) – rosyjski biathlonista, brązowy medalista Mistrzostw Świata Juniorów 2004 w sztafecie.
Uszakow trzykrotnie brał udział na mistrzostwach Europy. Jego najlepszą pozycją było szóste miejsce w sprincie w 2006 r. Na MŚJ 2004 dwukrotnie zajmował szóste miejsce (sprint oraz bieg pościgowy), raz był trzynasty (bieg indywidualny) oraz zdobył brązowy medal w sztafecie.

## Osiągnięcia

### Mistrzostwa świata juniorów
| 2004 Haute Maurienne (Francja) | 13. miejsce (IN), 6. miejsce (SP), 6. miejsce (PU), 3. miejsce (RL) |

### Mistrzostwa Europy
| 2004 Mińsk (Białoruś)          | 15. miejsc (IN), 6. miejsce (SP), 10. miejsce (PU) |
| 2006 Langdorf-Arberse (Niemcy) | 10. miejsce (IN)                                   |
| 2007 Bansko (Bułgaria)         | 28. miejsce (IN)                                   |